# حسین‌آباد (زرندیه، جنوب)
حسین‌آباد یک روستا در ایران است که در دهستان خشکرود شهرستان زرندیه واقع شده‌است. براساس سرشماری مرکز آمار ایران در سال ۱۳۹۵، این روستا در سرشماری ۱۳۸۵ کمتر از سه خانوار جمعیت داشته است.